# Милова, Лидия Александровна
Милова Лидия Александровна (3 февраля 1925, Ленинград, СССР — 31 января 2006, Санкт-Петербург, Российская Федерация) — советская художница, живописец и график, член Санкт-Петербургского Союза художников (до 1992 года — Ленинградской организации Союза художников РСФСР).

## Биография
Лидия Александровна Милова родилась 3 февраля 1925 года в Ленинграде. В 1943—1948 годах занималась в Ленинградском художественно-педагогическом училище. По окончании преподавала рисование и черчение в школах Ленинграда. С 1954 года работала художником-живописцем в Комбинате живописно-оформительского искусства Ленинградского отделения Художественного фонда РСФСР. С 1957 года начала участвовать в выставках, экспонируя свои работы вместе с произведениями ведущих мастеров изобразительного искусства Ленинграда. В 1959 году была принята кандидатом в члены Ленинградского Союза художников, в 1961 переведена из кандидатов в члены Союза.
Писала пейзажи, натюрморты, портреты, жанровые картины. Живопись экспрессивна, декоративна, колорит работ звонкий, насыщенный. Милова активно использовала корпусное письмо и раздельный мазок для выявления формы и живописной организации плоскости, придавая сложный рельеф поверхности холста.
Наиболее ярко живописное дарование Миловой раскрылось в жанре декоративного натюрморта. Среди произведений, созданных Миловой, картины «Берёзки» (1957), «Натюрморт с яблоками» (1959), «Жасмин» (1960), «Аллея», «В саду» (обе 1961), «Огороды» (1962), «Первый снег», «Весна» (обе 1963), «Старая Ладога» (1965), «Избы», «Отдых» (обе 1967), «Старый дом», «В Старой Ладоге» (обе 1968), «Сирень», «Май», «Цветы», «Старая Ладога» (все 1969), «Завтрак», «Разговор», «Подснежники» (все 1970), «В лесу» (1972), «Пора одуванчиков», «Сирень розовая», «Порыв ветра», «Холодный день», «Последний снег» (все 1973), «Морозный день» (1974), «Первые проталины», «Улица в южном посёлке», «Сад весной» (все 1975), «Полевые цветы», «Заречье» (обе 1976), «Саженцы», «Зима в Краснодарском крае» (обе 1977), «Пейзаж с красными воротами», «Розовый вечер» (обе 1980), «Крым. Судак» (1987), «Полевые цветы» (2004) и другие.
Скончалась 31 января 2006 года в Санкт-Петербурге на 81-м году жизни.
Произведения Л. А. Миловой находятся в музеях и частных собраниях в России, Германии, Испании, Финляндии, КНР, Японии, Великобритании, Франции, США и других странах. Посмертная выставка произведений Лидии Миловой была показана в 2009 году в выставочных залах Петербургского Союза художников.

## Выставки
- 1958 год (Ленинград): Осенняя выставка произведений ленинградских художников.
- 1960 год (Ленинград): Выставка произведений ленинградских художников 1960 года.
- 1960 год (Ленинград): Выставка произведений ленинградских художников.
- 1961 год (Ленинград): Выставка произведений ленинградских художников 1961 года.
- 1962 год (Ленинград): Осенняя выставка произведений ленинградских художников.
- 1964 год (Ленинград): Ленинград. Зональная выставка.
- 1965 год (Ленинград): Весенняя выставка произведений ленинградских художников.
- 1968 год (Ленинград): Осенняя выставка произведений ленинградских художников.
- 1969 год (Ленинград): Весенняя выставка произведений ленинградских художников.
- 1973 год (Ленинград): Наш современник. Третья выставка произведений ленинградских художников.
- 1973 год (Ленинград): Натюрморт. Выставка произведений ленинградских художников.
- 1974 год (Ленинград): Весенняя выставка произведений ленинградских художников.
- 1975 год (Ленинград): Выставка произведений художников-женщин Ленинграда.
- 1975 год (Ленинград): Наш современник. Зональная выставка произведений ленинградских художников.
- 1976 год (Москва): Изобразительное искусство Ленинграда.
- 1977 год (Ленинград): Выставка произведений ленинградских художников, посвящённая 60-летию Великого Октября.
- 1980 год (Ленинград): Зональная выставка произведений ленинградских художников.
- 1997 год (Санкт-Петербург): Связь времён. 1932—1997. Художники — члены Санкт-Петербургского Союза художников России.